# The Beatles: Rock Band

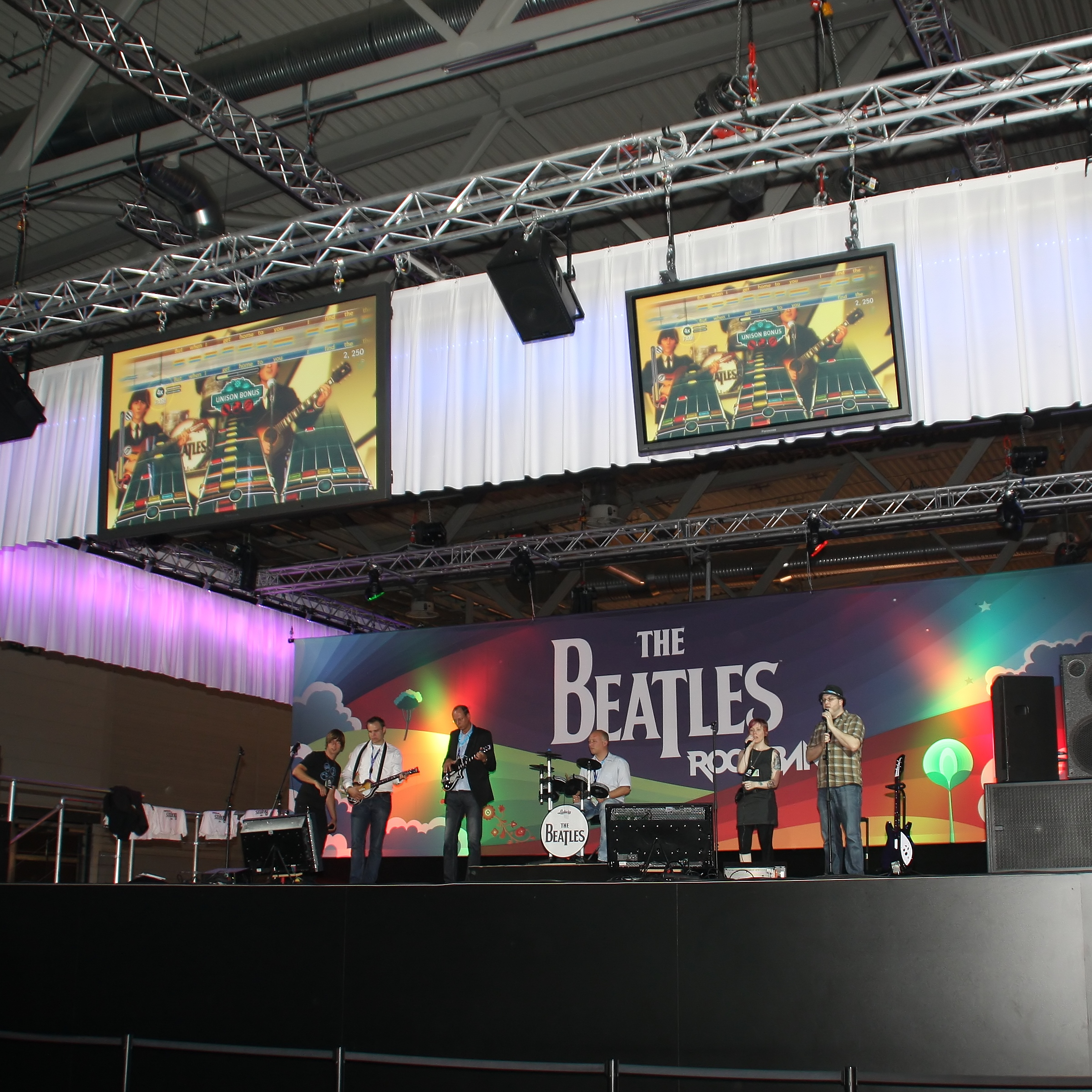
The Beatles: Rockband.

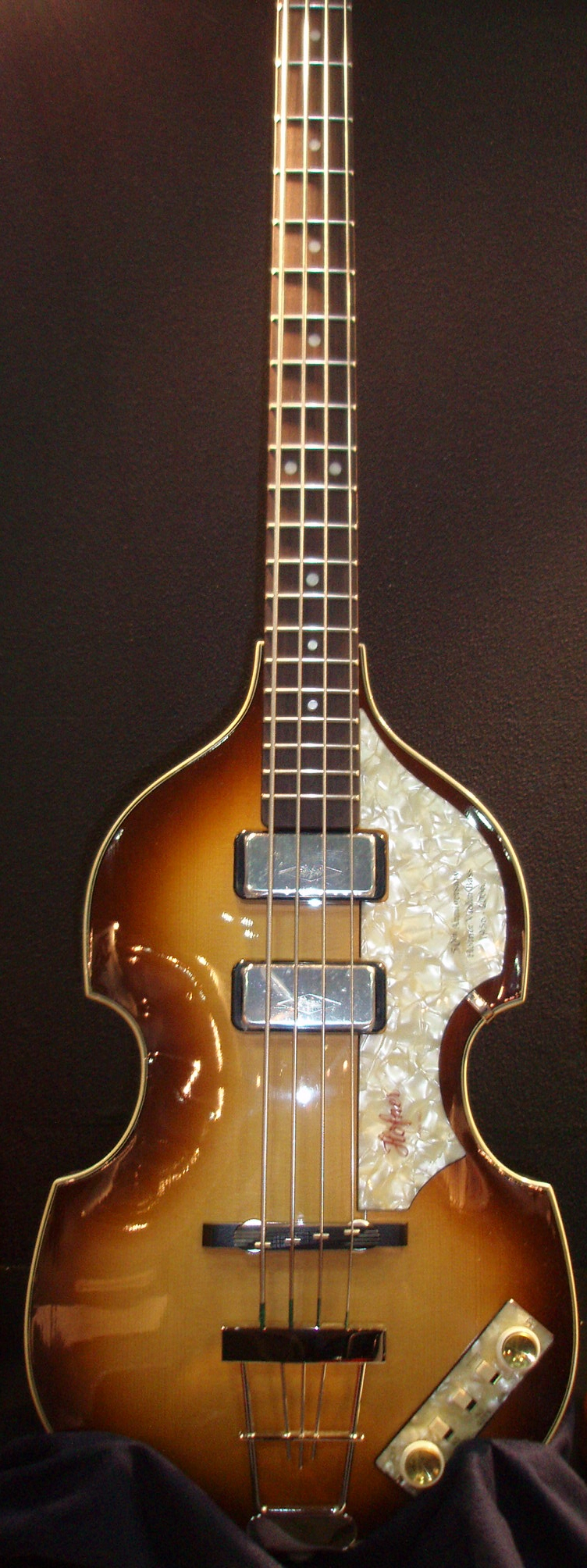
Een replica van Paul McCartneys Höfner is bespeelbaar in het spel.

The Beatles: Rock Band is een muziekspel in de Rock Band-serie van Harmonix dat op 9 september 2009 is uitgebracht. In het spel kunnen spelers middels controllers in de vorm van muziekinstrumenten meespelen met nummers van The Beatles. Speciaal voor dit spel zijn vier nieuwe controllers ontwikkeld die zijn gebaseerd op instrumenten die door John Lennon (Rickenbacker 325 gitaar), Paul McCartney (Höfner basgitaar), George Harrison (Gretsch Duo Jet gitaar) en Ringo Starr (Ludwig drumstel) gebruikt zijn tijdens de opnamen van hun muziek. Het verschijnen van The Beatles: Rock Band valt samen met de heruitgave van de geremasterde albums van The Beatles.

## Modes
De speler kan The Beatles: Rockband op verschillende manieren spelen. De eerste optie is de "Story" modus, waarbij de speler de ontwikkeling van The Beatles volgt van optredens in de kleine Cavern Club in Liverpool in 1963 tot aan het einde van hun carrière met de opnamen van Abbey Road. Wanneer de speler verder komt in "Story" modus, komen verschillende prijzen beschikbaar, zoals de zeldzame Beatles Christmas Record.
De tweede optie is "Quickplay", waarbij de speler meteen elk willekeurig nummer kan spelen. Als onderdeel van deze modus kunnen meerdere spelers ook tegen elkaar spelen in modes die "Tug of War" en "Score Duel" genoemd worden.
De derde optie is "Chapter Challenge" waarbij de speler moet proberen alle nummers uit een bepaalde periode uit de carrière van The Beatles onder de knie te krijgen.
Ten slotte zijn er twee trainingsmodes. In de "Beatle Beats" modus kan de speler oefenen met het drummen van bepaalde Beatlesnummers en in "Vocal Practice" modus kan de speler oefenen met het driestemmig zingen van nummers.

## Te spelen nummers
In het spel zijn 45 nummers van The Beatles uit de periode 1963-1970 opgenomen, die door de speler gespeeld kunnen worden. Het gaat hierbij om een aantal van de grootste hits van The Beatles die destijds op single verschenen (bijvoorbeeld I Want to Hold Your Hand) en om bekende nummers die alleen op de albums van The Beatles werden uitgebracht (zoals Drive My Car). Op het nummer The End na zijn alle nummers meteen te spelen in de "Quickplay" modus. The End komt pas beschikbaar wanneer de speler de "Story" modus volledig heeft uitgespeeld.
Daarnaast zullen na het uitkomen van het spel de overige nummers van de albums Abbey Road, Sgt. Pepper's Lonely Hearts Club Band en Rubber Soul als download beschikbaar worden gemaakt. Daarnaast kan ook All You Need Is Love gedownload worden. De opbrengsten hiervan gaan naar Artsen zonder Grenzen.
| Nummer                                                                         | Album                                 | Jaar | Locatie                         |
| ------------------------------------------------------------------------------ | ------------------------------------- | ---- | ------------------------------- |
| "A Hard Day's Night"                                                           | A Hard Day's Night                    | 1964 | Ed Sullivan Theater             |
| "And Your Bird Can Sing"                                                       | Revolver                              | 1966 | Budokan                         |
| "Back in the U.S.S.R."                                                         | The Beatles (The White Album)         | 1968 | Abbey Road Studios / Dreamscape |
| "Birthday"                                                                     | The Beatles (The White Album)         | 1968 | Abbey Road Studios / Dreamscape |
| "Boys"                                                                         | Please Please Me                      | 1963 | Cavern Club                     |
| "Can't Buy Me Love"                                                            | A Hard Day's Night                    | 1964 | Ed Sullivan Theater             |
| "Come Together"                                                                | Abbey Road                            | 1969 | Abbey Road Studios / Dreamscape |
| "Day Tripper"                                                                  | Single                                | 1965 | Budokan                         |
| "Dear Prudence"                                                                | The Beatles (The White Album)         | 1968 | Abbey Road Studios / Dreamscape |
| "Dig a Pony"                                                                   | Let It Be                             | 1970 | Rooftop Concert                 |
| "Do You Want to Know a Secret"                                                 | Please Please Me                      | 1963 | Cavern Club                     |
| "Don't Let Me Down"                                                            | Single                                | 1969 | Rooftop Concert                 |
| "Drive My Car"                                                                 | Rubber Soul                           | 1965 | Budokan                         |
| "Eight Days a Week"                                                            | Beatles for Sale                      | 1964 | Shea Stadium                    |
| "Get Back"                                                                     | Let It Be                             | 1970 | Rooftop Concert                 |
| "Getting Better"                                                               | Sgt. Pepper's Lonely Hearts Club Band | 1967 | Abbey Road Studios / Dreamscape |
| "Good Morning Good Morning"                                                    | Sgt. Pepper's Lonely Hearts Club Band | 1967 | Abbey Road Studios / Dreamscape |
| "Hello, Goodbye"                                                               | Magical Mystery Tour                  | 1967 | Abbey Road Studios / Dreamscape |
| "Helter Skelter"                                                               | The Beatles (The White Album)         | 1968 | Abbey Road Studios / Dreamscape |
| "Here Comes the Sun"                                                           | Abbey Road                            | 1969 | Abbey Road Studios / Dreamscape |
| "Hey Bulldog"                                                                  | Yellow Submarine                      | 1969 | Abbey Road Studios / Dreamscape |
| "I Am the Walrus"                                                              | Magical Mystery Tour                  | 1967 | Abbey Road Studios / Dreamscape |
| "I Feel Fine"                                                                  | Single                                | 1964 | Shea Stadium                    |
| "I Me Mine"                                                                    | Let It Be                             | 1970 | Rooftop Concert                 |
| "I Saw Her Standing There"                                                     | Please Please Me                      | 1963 | Cavern Club                     |
| "I Want to Hold Your Hand"                                                     | Single                                | 1963 | Ed Sullivan Theater             |
| "I Want You (She's So Heavy)"                                                  | Abbey Road                            | 1969 | Rooftop Concert                 |
| "I Wanna Be Your Man"                                                          | With the Beatles                      | 1963 | Ed Sullivan Theater             |
| "If I Needed Someone"                                                          | Rubber Soul                           | 1965 | Shea Stadium                    |
| "I'm Looking Through You"                                                      | Rubber Soul                           | 1965 | Shea Stadium                    |
| "I've Got a Feeling"                                                           | Let It Be                             | 1970 | Rooftop Concert                 |
| "Lucy in the Sky with Diamonds"                                                | Sgt. Pepper's Lonely Hearts Club Band | 1967 | Abbey Road Studios / Dreamscape |
| "Octopus's Garden"                                                             | Abbey Road                            | 1969 | Abbey Road Studios / Dreamscape |
| "Paperback Writer"                                                             | Single                                | 1966 | Budokan                         |
| "Revolution 1"                                                                 | The Beatles (The White Album)         | 1968 | Abbey Road Studios / Dreamscape |
| "Sgt. Pepper's Lonely Hearts Club Band" / "With a Little Help from My Friends" | Sgt. Pepper's Lonely Hearts Club Band | 1967 | Abbey Road Studios / Dreamscape |
| "Something"                                                                    | Abbey Road                            | 1969 | Abbey Road Studios / Dreamscape |
| "Taxman"                                                                       | Revolver                              | 1966 | Budokan                         |
| "The End"                                                                      | Abbey Road                            | 1969 | Abbey Road Studios              |
| "Ticket to Ride"                                                               | Help!                                 | 1965 | Shea Stadium                    |
| "Twist and Shout"                                                              | Please Please Me                      | 1963 | Cavern Club                     |
| "While My Guitar Gently Weeps"                                                 | The Beatles (The White Album)         | 1968 | Abbey Road Studios / Dreamscape |
| "Within You Without You / Tomorrow Never Knows"                                | Love                                  | 2006 | Abbey Road Studios / Dreamscape |
| "Yellow Submarine"                                                             | Revolver                              | 1966 | Abbey Road Studios / Dreamscape |

## Trivia
- Het spel is opgenomen in het boek 1001 Video Games You Must Play Before You Die van Tony Mott.